# Râul Oraciu
Râul Oraciu sau Râul Orociu este un curs de apă, afluent al râului Pustnic. 

## Hărți
- Harta județului Harghita
- Harta Munții Ciucului  Arhivat în 28 ianuarie 2018, la Wayback Machine.